# Oscar Andrés Tunjo
Oscar Andrés Tunjo (ur. 5 stycznia 1996 w Cali) – kolumbijski kierowca wyścigowy.

## Życiorys

### Formuła BMW
Oscar pierwszego karta otrzymał w wieku zaledwie 3 lat. W 2010 roku zadebiutował w serii wyścigów samochodów jednomiejscowych – Formule BMW Pacyfiku. 14-letni Tunjo (w zespole Meritus) już w pierwszym podejściu sięgnął po tytuł wicemistrzowski, siedmiokrotnie przy tym stając na podium. Jedyne zwycięstwo odnotował na ulicznym torze Marina Bay Street Circuit w Singapurze, gdzie startował z pole position. Trzykrotnie uzyskał także najszybszy czas okrążenia.

### Formuła Renault
W 2011 roku Kolumbijczyk awansował do Europejskiej Formuły Renault. Reprezentując niemiecką ekipę Josefa Kaufmanna, Tunjo siedmiokrotnie sięgał po punkty, a podczas sobotnich zmagań, na węgierskim torze Hungaroring, stanął na średnim stopniu podium. Zdobyte punkty sklasyfikowały go na 10. miejscu. W pierwszej połowie sezonu, Tunjo wystartował także w trzech pierwszych rundach północnoeuropejskiego cyklu tej serii. 15-latek zaliczył siedem wyścigów, z czego w czterech dojechał do mety, za każdym razem plasując się w punktowanej dziesiątce. Najlepiej spisał się na niemieckim torze Nürburgring, gdzie rywalizację ukończył na trzeciej i piątej pozycji. Ostatecznie zmagania zakończył na 23. lokacie.
W sezonie 2012 Oscar przeniósł się do francuskiej ekipy Tech 1 Racing. W europejskiej edycji Kolumbijczyk pierwsze punkty odnotował w drugim wyścigu, na hiszpańskim torze w Alcaniz, gdzie po starcie z pole position musiał uznać wyższość jedynie Rosjanina Daniiła Kwiata. Na kolejne musiał czekać aż do września, kiedy to na węgierskim torze Hungaroring dwukrotnie dojechał na siódmej lokacie. W pozostałych czterech startach Tunjo jeszcze trzykrotnie zapunktował, popisując się świetną jazdą w sobotniej rywalizacji, na torze w Circuit de Catalunya, gdzie po ponownym zwycięstwie w kwalifikacjach tym razem nie oddał czołowej pozycji. Uzyskane punkty usytuowały go na 7. miejscu. W Formule Renault 2.0 Alps spisał się jeszcze lepiej. Kolumbijczyk rywalizację ukończył na 4. lokacie, pomimo nieobecności w dwóch eliminacjach, na ulicznym torze w Pau oraz włoskim obiekcie w Mugello. Spośród dziesięciu wyścigów Oscar sześciokrotnie sięgał po punkty, za każdym razem plasując się w czołowej piątce. Odniósł przy dwa zwycięstwa – na torze Spa-Francorchamps (odnotował tzw. hattricka) oraz w Katalonii (wykręcił przy tym najszybsze okrążenie). Na sezon 2013 przeniósł się do niemieckiej ekipy Josef Kaufmann Racing.

### Formuła Renault 3.5
W sezonie 2014 Tunjo podpisał kontrakt z hiszpańską ekipą Pons Racing na starty w prestiżowej Formule Renault 3.5. W ciągu dwunastu wyścigów, w których wystartował, uzbierał łącznie jedenaście punktów, co dało mu 22 miejsce w końcowej klasyfikacji kierowców.

### Seria GP3
W roku 2015 Oscar nawiązał współpracę z włoską ekipą Trident Racing na udział w serii GP3. Kolumbijczyk wystartował w sześciu wyścigach, po czym rozstał się z zespołem w trakcie weekendu na węgierskim Hungaroirngu (związane to było ze sprawami finansowymi). Zaliczył bardzo udany weekend na austriackim Red Bull Ringu, gdzie w pierwszym wyścigu dojechał na dziewiątej lokacie, natomiast w drugim, dzięki dobrym ustawieniom pozwalającym na zachowanie dobrego stanu opon, zdołał odnieść pierwsze w karierze zwycięstwo. Zdobyte punkty sklasyfikowały go na 15. miejscu.

## Wyniki

### GP3
| Legenda oznaczeń w tabelach wyników Wyświetl szablon na nowej stronie | Legenda oznaczeń w tabelach wyników Wyświetl szablon na nowej stronie                                                                     |
| Oznaczenie                                                            | Wyjaśnienie |
| --------------------------------------------------------------------- | --- |
| Złoty                                                                 | Zwycięzca lub mistrzostwo |
| Srebrny                                                               | 2. miejsce lub wicemistrzostwo |
| Brązowy                                                               | 3. miejsce lub II wicemistrzostwo |
| Zielony                                                               | Ukończył, punktował (w klasyfikacji generalnej, gdy zdobył co najmniej jeden punkt na przestrzeni sezonu, poza trzema powyższymi opcjami) |
| Niebieski                                                             | Ukończył, nie punktował (w klasyfikacji generalnej, gdy nie zdobył co najmniej jednego punktu na przestrzeni sezonu)                      |
| Czerwony                                                              | Nie zakwalifikował się (NZ) |
| Czerwony                                                              | Nie prekwalifikował się (NPK) |
| Różowy                                                                | Nie ukończył (NU) |
| Różowy                                                                | Niesklasyfikowany (NS) (w klasyfikacji generalnej, gdy nie został sklasyfikowany w żadnym wyścigu sezonu)                                 |
| Czarny                                                                | Zdyskwalifikowany (DK) |
| Czarny                                                                | Wykluczony (WYK/EX) |
| Biały                                                                 | Nie wystartował (NW) |
| Biały                                                                 | Kontuzjowany (K/INJ) |
| Biały                                                                 | Wyścig odwołany (OD/C) |
| Bez koloru                                                            | Został wycofany (WYC/WD) |
| Bez koloru                                                            | Nie przybył (NP/DNA) |
| Bez koloru                                                            | Nie brał udziału w treningach (NT/DNP) |
| Bez koloru                                                            | Nie został zgłoszony (–) |
| Pogrubienie                                                           | Start z pole position |
| Kursywa                                                               | Najszybsze okrążenie wyścigu |
| †                                                                     | Nie ukończył, ale jego rezultat został zaliczony ze względu na przejechanie więcej niż 90% dystansu wyścigu.                              |
| *                                                                     | Sezon w trakcie |
| 1/2/3                                                                 | Punktowana pozycja w sprincie kwalifikacyjnym                                                                                             |
| Lista systemów punktacji Formuły 1                                    | |

| Rok  | Zespół            | Wyniki w poszczególnych eliminacjach | Wyniki w poszczególnych eliminacjach | Wyniki w poszczególnych eliminacjach | Wyniki w poszczególnych eliminacjach | Wyniki w poszczególnych eliminacjach | Wyniki w poszczególnych eliminacjach | Wyniki w poszczególnych eliminacjach | Wyniki w poszczególnych eliminacjach | Wyniki w poszczególnych eliminacjach | Wyniki w poszczególnych eliminacjach | Wyniki w poszczególnych eliminacjach | Wyniki w poszczególnych eliminacjach | Wyniki w poszczególnych eliminacjach | Wyniki w poszczególnych eliminacjach | Wyniki w poszczególnych eliminacjach | Wyniki w poszczególnych eliminacjach | Wyniki w poszczególnych eliminacjach | Wyniki w poszczególnych eliminacjach | Punkty | Pozycja |
| ---- | ----------------- | ------------------------------------ | ------------------------------------ | ------------------------------------ | ------------------------------------ | ------------------------------------ | ------------------------------------ | ------------------------------------ | ------------------------------------ | ------------------------------------ | ------------------------------------ | ------------------------------------ | ------------------------------------ | ------------------------------------ | ------------------------------------ | ------------------------------------ | ------------------------------------ | ------------------------------------ | ------------------------------------ | ------ | ------- |
| 2015 | Trident           | ESP                                  | ESP                                  | AUT                                  | AUT                                  | GBR                                  | GBR                                  | HUN                                  | HUN                                  | BEL                                  | BEL                                  | ITA                                  | ITA                                  | RUS                                  | RUS                                  | BHR                                  | BHR                                  | ARE                                  | ARE                                  | 17     | 15      |
| 2015 | Trident           | 16                                   | 11                                   | 9                                    | 1                                    | 11                                   | 10                                   | –                                    | –                                    | –                                    | –                                    | –                                    | –                                    | –                                    | –                                    | –                                    | –                                    | –                                    | –                                    | 17     | 15      |
| 2016 | Jenzer Motorsport | ESP                                  | ESP                                  | AUT                                  | AUT                                  | GBR                                  | GBR                                  | HUN                                  | HUN                                  | GER                                  | GER                                  | BEL                                  | BEL                                  | ITA                                  | ITA                                  | MAL                                  | MAL                                  | ARE                                  | ARE                                  | 18     | 16      |
| 2016 | Jenzer Motorsport | 8                                    | 2                                    | 14                                   | 13                                   | –                                    | –                                    | –                                    | –                                    | –                                    | –                                    | 15                                   | NW                                   | –                                    | –                                    | –                                    | –                                    | –                                    | –                                    | 18     | 16      |

### Formuła Renault 3.5
| Legenda oznaczeń w tabelach wyników Wyświetl szablon na nowej stronie | Legenda oznaczeń w tabelach wyników Wyświetl szablon na nowej stronie                                                                     |
| Oznaczenie                                                            | Wyjaśnienie |
| --------------------------------------------------------------------- | --- |
| Złoty                                                                 | Zwycięzca lub mistrzostwo |
| Srebrny                                                               | 2. miejsce lub wicemistrzostwo |
| Brązowy                                                               | 3. miejsce lub II wicemistrzostwo |
| Zielony                                                               | Ukończył, punktował (w klasyfikacji generalnej, gdy zdobył co najmniej jeden punkt na przestrzeni sezonu, poza trzema powyższymi opcjami) |
| Niebieski                                                             | Ukończył, nie punktował (w klasyfikacji generalnej, gdy nie zdobył co najmniej jednego punktu na przestrzeni sezonu)                      |
| Czerwony                                                              | Nie zakwalifikował się (NZ) |
| Czerwony                                                              | Nie prekwalifikował się (NPK) |
| Różowy                                                                | Nie ukończył (NU) |
| Różowy                                                                | Niesklasyfikowany (NS) (w klasyfikacji generalnej, gdy nie został sklasyfikowany w żadnym wyścigu sezonu)                                 |
| Czarny                                                                | Zdyskwalifikowany (DK) |
| Czarny                                                                | Wykluczony (WYK/EX) |
| Biały                                                                 | Nie wystartował (NW) |
| Biały                                                                 | Kontuzjowany (K/INJ) |
| Biały                                                                 | Wyścig odwołany (OD/C) |
| Bez koloru                                                            | Został wycofany (WYC/WD) |
| Bez koloru                                                            | Nie przybył (NP/DNA) |
| Bez koloru                                                            | Nie brał udziału w treningach (NT/DNP) |
| Bez koloru                                                            | Nie został zgłoszony (–) |
| Pogrubienie                                                           | Start z pole position |
| Kursywa                                                               | Najszybsze okrążenie wyścigu |
| †                                                                     | Nie ukończył, ale jego rezultat został zaliczony ze względu na przejechanie więcej niż 90% dystansu wyścigu.                              |
| *                                                                     | Sezon w trakcie |
| 1/2/3                                                                 | Punktowana pozycja w sprincie kwalifikacyjnym                                                                                             |
| Lista systemów punktacji Formuły 1                                    | |

| Rok  | Zespół      | Wyniki w poszczególnych eliminacjach | Wyniki w poszczególnych eliminacjach | Wyniki w poszczególnych eliminacjach | Wyniki w poszczególnych eliminacjach | Wyniki w poszczególnych eliminacjach | Wyniki w poszczególnych eliminacjach | Wyniki w poszczególnych eliminacjach | Wyniki w poszczególnych eliminacjach | Wyniki w poszczególnych eliminacjach | Wyniki w poszczególnych eliminacjach | Wyniki w poszczególnych eliminacjach | Wyniki w poszczególnych eliminacjach | Wyniki w poszczególnych eliminacjach | Wyniki w poszczególnych eliminacjach | Wyniki w poszczególnych eliminacjach | Wyniki w poszczególnych eliminacjach | Wyniki w poszczególnych eliminacjach | Punkty | Pozycja |
| ---- | ----------- | ------------------------------------ | ------------------------------------ | ------------------------------------ | ------------------------------------ | ------------------------------------ | ------------------------------------ | ------------------------------------ | ------------------------------------ | ------------------------------------ | ------------------------------------ | ------------------------------------ | ------------------------------------ | ------------------------------------ | ------------------------------------ | ------------------------------------ | ------------------------------------ | ------------------------------------ | ------ | ------- |
| 2014 | Pons Racing | ITA                                  | ITA                                  | ARA                                  | ARA                                  | MON                                  | BEL                                  | BEL                                  | RUS                                  | RUS                                  | DEU                                  | DEU                                  | HUN                                  | HUN                                  | FRA                                  | FRA                                  | JER                                  | JER                                  | 11     | 22      |
| 2014 | Pons Racing | –                                    | –                                    | –                                    | –                                    | –                                    | NU                                   | 15                                   | 10                                   | 17                                   | 8                                    | NU                                   | 12                                   | NU                                   | 18                                   | 15                                   | NU                                   | 7                                    | 11     | 22      |

### Podsumowanie
| Sezon | Seria                                         | Zespół                | Wyścigi | Zwycięstwa | PP | NO | Podium | Punkty | Pozycja |
| ----- | --------------------------------------------- | --------------------- | ------- | ---------- | -- | -- | ------ | ------ | ------- |
| 2010  | Formuła BMW Pacyfik                           | Meritus               | 15      | 1          | 1  | 3  | 5      | 141    | 2       |
| 2011  | Europejski Puchar Formuły Renault 2.0         | Josef Kaufmann Racing | 14      | 0          | 0  | 0  | 1      | 58     | 10      |
| 2011  | Północnoeuropejski Puchar Formuły Renault 2.0 | Josef Kaufmann Racing | 7       | 0          | 0  | 0  | 1      | 63     | 23      |
| 2012  | Europejski Puchar Formuły Renault 2.0         | Tech 1 Racing         | 14      | 1          | 2  | 0  | 2      | 73     | 7       |
| 2012  | Alpejska Formuła Renault 2.0                  | Tech 1 Racing         | 10      | 2          | 1  | 2  | 2      | 97     | 4       |
| 2012  | 6 Hours of Bogota                             | Renault Clio          | 1       | 0          | 0  | 0  | 0      | N/A    | 14      |
| 2012  | 6 Hours of Bogota - ST2 1.601 a 2.000 c.c.    | Renault Clio          | 1       | 0          | 0  | 0  | 1      | N/A    | 3       |
| 2013  | Europejski Puchar Formuły Renault 2.0         | Josef Kaufmann Racing | 14      | 0          | 0  | 0  | 2      | 99     | 6       |
| 2013  | Północnoeuropejski Puchar Formuły Renault 2.0 | Josef Kaufmann Racing | 7       | 1          | 2  | 1  | 3      | 118    | 13      |
| 2014  | Formuła Renault 3.5                           | Pons Racing           | 12      | 0          | 0  | 0  | 0      | 11     | 22      |
| 2015  | Seria GP3                                     | Trident               | 6       | 1          | 0  | 0  | 1      | 17     | 15      |
| 2015  | Formuła Renault 3.5                           | Pons Racing           | 0       | 0          | 0  | 0  | 0      | 0      | NS      |
| 2016  | Seria GP3                                     | Jenzer Motorsport     | 5       | 0          | 0  | 1  | 1      | 18     | 16      |